# 1837 na Venezuela
Esta é uma cronologia dos principais fatos ocorridos no ano de 1837 na Venezuela.

## Eventos
- 20 de janeiro – Andrés Narvarte termina seu mandato como presidente interino da Venezuela e emite um discurso perante o Congresso. Naquele dia, José María Carreño assume o cargo da presidência até ocorrer novas eleições para eleger o vice-presidente.
- 26 de janeiro – O Congresso conta os votos dos Colégios Eleitorais para eleger o vice-presidente.
- 2 de março – Foi decretada a criação do Colégio Nacional de Maracaibo.

## Nascimentos
- 23 de janeiro – Juan Hurtado Manrique [es] (m. 1896), arquiteto.[1]
- 9 de julho – Aníbal Dominici [es] (m. 1897), advogado, jornalista, escritor e político.

## Mortes
- 7 de maio – Fernando Peñalver [es] (n. 1765), político, estadista, líder da Independência, o primeiro governador de Carabobo.